# 有田市立有田市民球場
有田市立有田市民球場（ありだしりつ ありだしみんきゅうじょう）は、和歌山県有田市にある野球場。
施設命名権売却により、呼称をマツゲン有田球場（マツゲンありだきゅうじょう）としている。

## 歴史
1994年2月22日に起工し、1995年8月31日に完成。同年から高校野球などアマチュア野球の公式戦が行われている他、社会人野球のクラブチーム・マツゲン箕島硬式野球部（旧：和歌山箕島球友会）が、1996年の発足当初から主たる練習施設として使用しており、2011年4月1日より指定管理者として管理運用することになった。
築10年強と比較的新しい野球場だが、箕島漁港に程近い場所に位置していることから塩害による施設の損傷が深刻で、スコアボードの一部も腐食するなど、施設の陳腐化が目立ちつつある。このため、市は2008年度に820万円をかけて大規模な改修工事を実施する予定である。
有田市にある和歌山県立箕島高等学校の野球部は1979年、全国高等学校野球選手権大会の3回戦で石川県の星稜高等学校と対戦し、延長18回の死闘を演じた結果、4x - 3 で箕島がサヨナラ勝ちを収めた（詳細は箕島対星稜延長18回を参照）。この熱戦が縁で、この試合に出場した両校OBが10年ごとに交流戦を行うなどして親交を深めているが、2007年11月18日、箕島の創立100周年記念事業の一環として、現役部員同士がマツゲン有田球場で対戦。19 - 6 で星稜が勝利した。

## 命名権
有田市では2007年6月から市のWebサイトで、市民球場の命名権募集を開始した。市民球場は前述の通り、海に近い立地条件にあるため塩害の影響を受けやすいことから施設の維持管理に苦慮しており、財源捻出のため売却を決めたものであった。応募を行ったのは和歌山市に本社を置き、県内で食品スーパーを展開する松源1社のみ。松源は和歌山箕島球友会の支援など、県内各地でスポーツ振興に関する支援活動に積極に取り組んでいるが、その応募内容は「年間60万円、10年契約」であった。10月5日に調印式が行われ、11月1日からの契約期間中、施設の呼称をマツゲン有田球場とすることが決まった。
また市は、市民球場の施設内に広告スペースを112箇所設定し、松源に仲介を依頼して広告主を募っている。広告料は1区画数万円から、最高で15万円。全区画で契約が成立すると年間750万円の広告料が入るが、2008年2月末の時点で契約が成立したのは40社ほどにとどまっている。市ではこの広告料を前述の改修工事の財源に充てたいと考えており「何とかスポンサーを探して、改修を実現したい」としている。

## 施設概要
- グラウンド面積：14,300m2
- 両翼：98m、中堅：122m
- 内野：黒土、外野：人工芝
- スコアボード：パネル式
- 収容人員：6,300人
  - 内野：メインスタンドのみ椅子席、外野：スタンドなし

## 交通
- 箕島駅から中紀バス辰ヶ浜線「矢櫃」行で「辰ヶ浜」下車後徒歩約10分